# Appias pandione
Appias pandione é uma borboleta da família Pieridae. Ela foi descrita por Carl Geyer, em 1832. Ela é encontrada na região indo-malaia.

## Subespécies
- A. p. pandione
- A. p. ozolia Fruhstorfer, 1910
- A. p. whiteheadi Grose-Smith, 1887
- A. p. lagela (Moore, 1878)
- A. p. montanus Rothschild, 1896
- A. p. zamora (C. & R. Felder, 1862)